# 296 (szám)
A 296 (kétszázkilencvenhat) a 295 és 297 között található természetes szám. Páros szám.

## Egyéb területeken
- 296 Phaëtusa egy kisbolygó neve